# Mistrzostwa Świata w Pływaniu na krótkim basenie 2016 – sztafeta mieszana 4 × 50 m stylem dowolnym
Sztafeta mieszana 4 × 50 m stylem dowolnym – jedna z konkurencji, które odbyły się podczas Mistrzostw Świata w Pływaniu na krótkim basenie 2016. Eliminacje i finał miały miejsce 7 grudnia.
Złoty medal wywalczyła sztafeta rosyjska, która uzyskała czas 1:29,73 i 0,09 s wyprzedziła Holendrów (1:29,82). Brąz, ze stratą zaledwie 0,01 s do sztafety holenderskiej, zdobyli reprezentanci gospodarzy (1:29,83). 

## Rekordy
Przed zawodami rekordy świata i mistrzostw wyglądały następująco:
| Rekord                   | Reprezentacja | Czas    | Miejsce | Data           |
| ------------------------ | --- | ------- | ------- | -------------- |
| Rekord świata            | Stany Zjednoczone · Josh Schneider (20,94) · Matthew Grevers (20,75) · Madison Kennedy (23,63) · Abbey Weitzeil (23,25) | 1:28,57 | Doha    | 6 grudnia 2014 |
| Rekord mistrzostw świata | Stany Zjednoczone · Josh Schneider (20,94) · Matthew Grevers (20,75) · Madison Kennedy (23,63) · Abbey Weitzeil (23,25) | 1:28,57 | Doha    | 6 grudnia 2014 |

## Wyniki

### Eliminacje
Eliminacje rozpoczęły się o 11:24 czasu lokalnego.
| Miejsce | Wyścig | Tor | Państwo           | Zawodnik / Zawodniczka | Czas      | Uwagi |
| ------- | ------ | --- | ----------------- | --- | --------- | ----- |
| 1.      | 4      | 2   | Holandia          | Jesse Puts (21,41) Nyls Korstanje (21,31) Kim Busch (24,21) Tamara van Vliet (24,37)                                          | 1:31,30   | Q     |
| 2.      | 2      | 2   | Rosja             | Aleksiej Brianskij (21,50) Aleksandr Popkow (21,22) Marija Kamieniewa (24,28) Rozalija Nasrietdinowa (24,39)                  | 1:31,39   | Q     |
| 3.      | 3      | 8   | Francja           | Yonel Govindin (21,97) Clément Mignon (21,19) Mélanie Henique (24,43) Anna Santamans (23,84)                                  | 1:31,43   | Q     |
| 4.      | 2      | 7   | Białoruś          | Anton Łatkin (21,80) Artiom Maczekin (21,58) Julija Chitra (24,20) Alaksandra Hierasimienia (24,24)                           | 1:31,82   | Q     |
| 5.      | 4      | 9   | Finlandia         | Andrei Tuomola (21,76) Ari-Pekka Liukkonen (21,09) Hanna-Maria Seppälä (24,30) Fanny Teijonsalo (24,88)                       | 1:32,03   | Q     |
| 6.      | 4      | 3   | Japonia           | Shinri Shioura (21,59) Kenta Ito (21,15) Sayuki Ouchi (24,63) Tomomi Aoki (24,68)                                             | 1:32,05   | Q     |
| 7.      | 2      | 0   | Kanada            | Yuri Kisil (21,62) Mirando-Florent Richard-Jarry (21,99) Alexia Zevnik (24,28) Katerine Savard (24,57)                        | 1:32,46   | Q     |
| 8.      | 2      | 8   | Węgry             | Maksim Lobanovskii (21,41) Ádám Telegdy (22,06) Zsuzsanna Jakabos (24,34) Evelyn Verrasztó (24,77)                            | 1:32,58   | Q     |
| 9.      | 4      | 4   | Dania             | Magnus Jakupsson (22,33) Anders Lie (21,20) Julie Jensen (24,45) Emilie Beckmann (24,65)                                      | 1:32,63   | Q     |
| 10.     | 3      | 7   | Chiny             | Lin Yongqing (22,14) Yu Hexin (21,62) Sun Meichen (24,48) Liu Xiang (24,44)                                                   | 1:32,68   |       |
| 11.     | 4      | 5   | Stany Zjednoczone | Dillon Virva (21,68) Michael Andrew (21,44) Madison Kennedy (24,63) Amanda Weir (25,19)                                       | 1:32,94   |       |
| 12.     | 1      | 3   | Południowa Afryka | Bradley Tandy (21,55) Douglas Erasmus (21,39) Tayla Lovemore (24,76) Gabi Grobler (26,08)                                     | 1:33,78   |       |
| 13.     | 3      | 5   | Szwecja           | Daniel Forndal (22,83) Robin Andreasson (21,48) Nathalie Lindborg (25,23) Ida Lindborg (24,97)                                | 1:34,51   |       |
| 14.     | 2      | 1   | Łotwa             | Nikolajs Maskaļenko (22,44) Uvis Kalniņš (22,02) Kristina Steina (25,56) Gabriela Ņikitina (25,40)                            | 1:35,42   |       |
| 15.     | 2      | 4   | Singapur          | Yeo Kai Quan (22,78) Dylan Koo (22,99) Marina Chan (25,24) Amanda Lim (25,50)                                                 | 1:36,51   |       |
| 16.     | 2      | 3   | Islandia          | Aron Örn Stefánsson (22,82) David Adalsteinsson (22,84) Eygló Gústafsdóttir (25,27) Johanna Gustafsdottir (25,77)             | 1:36,70   |       |
| 17.     | 4      | 0   | Hongkong          | Cheung Kin Tat Kent (22,89) Ng Chun Nam Derick (22,67) Sze Hang Yu (25,24) Chan Kin Lok (26,08)                               | 1:36,88   |       |
| 18.     | 3      | 6   | Paragwaj          | Charles Hockin (22,22) Benjamin Hockin (21,72) Karen Riveros (26,11) Maria Arrua (26,95)                                      | 1:37,00   |       |
| 19.     | 3      | 3   | Tajlandia         | Radomyos Matjiur (23,65) Navaphat Wongcharoen (23,80) Natthanan Junkrajang (26,03) Jenjira Srisa-Ard (25,07)                  | 1:38,55   |       |
| 20.     | 1      | 5   | Makau             | Chao Man Hou (23,12) Ngou Pok Man (23,21) Tan Chi Yan (26,83) Lei On Kei (25,97)                                              | 1:39,13   |       |
| 21.     | 4      | 7   | Kenia             | Steven Maina (24,17) Issa Mohamed (23,48) Sylvia Brunlehner (26,04) Emily Muteti (26,64)                                      | 1:40,33   |       |
| 22.     | 4      | 1   | Seszele           | Dean Hoffman (24,31) Samuele Rossi (24,28) Alexus Laird (26,56) Felicity Passon (25,49)                                       | 1:40,64   |       |
| 23.     | 4      | 6   | Panama            | Hernan Gonzalez Medina (24,28) Ireyra Tamayo Periñan (26,83) Catharine Cooper Gomez (26,17) Jeancarlo Calderon Harper (23,83) | 1:41,11   |       |
| 24.     | 2      | 6   | Angola            | João Matias (24,10) Pedro Pinotes (23,37) Ana Nobrega (26,80) Yara Lima (28,08)                                               | 1:42,35   |       |
| 25.     | 1      | 4   | Curaçao           | Adrian Hoek (23,58) Chade Nersicio (26,37) Tiareth Cijntje (28,13) Rainier Rafaela (25,00)                                    | 1:43,08   |       |
| 26. !   | 2      | 5   | Brazylia          | | 9:99,99 ! | DNS   |
| 26. !   | 3      | 0   | Wenezuela         | | 9:99,99 ! | DNS   |
| 26. !   | 3      | 1   | Fidżi             | | 9:99,99 ! | DNS   |
| 26. !   | 3      | 4   | Albania           | | 9:99,99 ! | DNS   |
| 26. !   | 4      | 8   | Honduras          | | 9:99,99 ! | DNS   |
| 26. !   | 3      | 2   | Dominikana        | Arianna Sanna Dioser Nunez Mariel Mencia Jhonny Perez                                                                         | 9:99,99 ! | DSQ   |

### Finał
Finał odbył się o 20:13 czasu lokalnego.
| Miejsce | Tor | Państwo   | Zawodnik / Zawodniczka                                                                                       | Czas      | Uwagi |
| ------- | --- | --------- | --- | --------- | ----- |
| 1. !    | 5   | Rosja     | Aleksiej Brianskij (21,40) Władimir Morozow (20,44) Marija Kamieniewa (24,01) Rozalija Nasrietdinowa (23,88) | 1:29,73   |       |
| 2. !    | 4   | Holandia  | Jesse Puts (21,27) Nyls Korstanje (21,15) Ranomi Kromowidjojo (23,34) Maaike de Waard (24,06)                | 1:29,82   |       |
| 3. !    | 1   | Kanada    | Yuri Kisil (21,39) Markus Thormeyer (21,28) Michelle Williams (23,48) Sandrine Mainville (23,68)             | 1:29,83   |       |
| 4.      | 3   | Francja   | Clément Mignon (21,56) Jérémy Stravius (21,05) Anna Santamans (23,64) Mélanie Henique (23,71)                | 1:29,96   |       |
| 5.      | 7   | Japonia   | Shinri Shioura (21,32) Kenta Ito (21,07) Sayuki Ouchi (24,70) Rikako Ikee (23,86)                            | 1:30,95   |       |
| 6.      | 6   | Białoruś  | Anton Łatkin (21,86) Artiom Maczekin (21,22) Julija Chitra (23,94) Alaksandra Hierasimienia (24,30)          | 1:31,32   |       |
| 7.      | 8   | Węgry     | Maksim Lobanovskii (21,70) Ádám Telegdy (21,71) Zsuzsanna Jakabos (24,48) Evelyn Verrasztó (25,09)           | 1:32,98   |       |
| 8. !    | 2   | Finlandia | Andrei Tuomola (21,87) Ari-Pekka Liukkonen (20,87) Hanna-Maria Seppälä (24,43) Fanny Teijonsalo (DSQ)        | 9:99,99 ! | DSQ   |